# نووا بوکووا
نووا بوکووا (به چکی: Nová Buková) یک منطقهٔ مسکونی در جمهوری چک است که در ناحیه پلهریموو واقع شده‌است. نووا بوکووا ۵٫۱۵ کیلومتر مربع مساحت و ۹۶ نفر جمعیت دارد و ۶۷۱ متر بالاتر از سطح دریا واقع شده‌است.